# Blanzy-la-Salonnaise
Blanzy-la-Salonnaise är en kommun i departementet Ardennes i regionen Grand Est (tidigare regionen Champagne-Ardenne) i nordöstra Frankrike. Kommunen ligger  i kantonen Asfeld som ligger i arrondissementet Rethel. År 2022 hade Blanzy-la-Salonnaise 397 invånare.

## Befolkningsutveckling
Antalet invånare i kommunen Blanzy-la-Salonnaise
Referens: INSEE